# Equazioni di van Laar
Le equazioni di Van Laar costituiscono un modello sviluppato da Johannes van Laar tra il 1910 ed il 1913 per descrivere gli equilibri di fase di miscele liquide. L'equazione viene derivata dall'equazione di van der Waals. I parametri originali di Van der Waals non fornivano una buona descrizione degli equilibri di fase liquido-vapore obbligando lo sperimentatore a fare un adeguo dei parametri sui dati sperimentali. Per questo motivo il modello non è più direttamente collegato alle proprietà molecolari e quindi deve essere considerato come un modello empirico per interpretare i risultati sperimentali.

## Equazioni
Van Laar derivò l'eccesso di entalpia dall'equazione di van der Waals:
{\displaystyle H^{ex}={\frac {b_{1}X_{1}b_{2}X_{2}}{b_{1}X_{1}+b_{2}X_{2}}}\left({\frac {\sqrt {a_{1}}}{b_{1}}}-{\frac {\sqrt {a_{2}}}{b_{2}}}\right)^{2}}
Dove ai e bi sono i parametri di Van der Waals per l'attrazione e l'esclusione del volume del componente i-esimo. 
Dato che questi parametri non conducono ad una buona descrizione dell'equilibrio di fase il modello viene ricondotto alla forma:
{\displaystyle {\frac {G^{ex}}{RT}}={\frac {A_{12}X_{1}A_{21}X_{2}}{A_{21}X_{1}+A_{12}X_{2}}}}
dove A12 e A21 sono costanti ottenute per interpolazione dei dati sperimentali relativi all'equilibrio liquido-vapore.
{\displaystyle \left\{{\begin{matrix}\ln \ \gamma _{1}=A_{12}\left({\frac {A_{21}X_{2}}{A_{12}X_{1}+A_{21}X_{2}}}\right)^{2}\\\ln \ \gamma _{2}=A_{21}\left({\frac {A_{12}X_{1}}{A_{12}X_{1}+A_{21}X_{2}}}\right)^{2}\end{matrix}}\right.}
Questo dimostra che le costanti A12 e A21 sono uguali ai logaritmi dei limiti coefficienti di attività {\displaystyle ln(\gamma _{1}^{\infty })} e {\displaystyle ln(\gamma _{2}^{\infty })} rispettivamente. Il modello fornisce coefficienti di attività che aumentano (A12 e A21 >0) o diminuiscono (A12 e A21 <0) per concentrazioni decrescenti. Il modello non può descrivere gli estremi dei coefficienti di attività nell'intervallo di concentrazioni.
Nel caso {\displaystyle A_{12}=A_{21}=A}, che implica che le molecole sono di uguale dimensione ma differente polarità, le equazioni diventano:
{\displaystyle \left\{{\begin{matrix}\ln \ \gamma _{1}=Ax_{2}^{2}\\\ln \ \gamma _{2}=Ax_{1}^{2}\end{matrix}}\right.}
In questo caso i coefficienti di attività sono uguali per x1=0.5. Quando A=0 i coefficienti di attività sono unitari e quindi descrivono una miscela ideale.